# Interocrea
Interocrea is een geslacht van halfvleugeligen uit de familie Aphrophoridae. De wetenschappelijke naam van dit geslacht is voor het eerst geldig gepubliceerd in 1870 door Walker.

## Soorten
Het geslacht Interocrea omvat de volgende soorten:
- Interocrea albonotata Blöte, 1957
- Interocrea bilutea Hamilton, 1980
- Interocrea bomba Hamilton, 1980
- Interocrea brunnea Hamilton, 1980
- Interocrea fusconotata Blöte, 1957
- Interocrea geminata (Jacobi, 1921)
- Interocrea griseapicata Hamilton, 1980
- Interocrea immaculata Hamilton, 1980
- Interocrea insignis (Lallemand & Synave, 1955)
- Interocrea nigripes Walker, 1870
- Interocrea nigrofasciata (Kirkaldy, 1906)
- Interocrea obscura Blöte, 1957
- Interocrea philagra Hamilton, 1980
- Interocrea plenipennis (Walker, 1870)
- Interocrea regalis (Lallemand, 1927)
- Interocrea robusta Blöte, 1957
- Interocrea sparsella Blöte, 1957
- Interocrea specialis (Jacobi, 1921)
- Interocrea transfasciata Hamilton, 1980